# Eliteserien 2009-2010 (calcio a 5)
La Eliteserien 2009-2010 – nota anche come NFF Telekiosken Futsal Liga per ragioni di sponsorizzazione – è stato il 2º campionato ufficiale norvegese di calcio a 5. La vittoria finale è andata al KFUM Oslo Futsal, che ha chiuso l'annata davanti al Vegakameratene e al Nidaros. Nordpolen e Lillehammer sono invece retrocesse.

## Classifica
|  | Pos. | Squadra        | Pt | G  | V  | N | P  | GF | GS  | DR  |
|  | ---- | -------------- | -- | -- | -- | - | -- | -- | --- | --- |
|  | 1.   | KFUM Oslo      | 43 | 18 | 13 | 4 | 1  | 94 | 40  | +54 |
|  | 2.   | Vegakameratene | 42 | 18 | 14 | 0 | 4  | 69 | 48  | +21 |
|  | 3.   | Nidaros        | 32 | 18 | 9  | 5 | 4  | 93 | 69  | +24 |
|  | 4.   | Fyllingsdalen  | 28 | 18 | 8  | 4 | 6  | 80 | 69  | +11 |
|  | 5.   | Solør          | 24 | 18 | 6  | 6 | 6  | 70 | 65  | +5  |
|  | 6.   | Sandefjord     | 24 | 18 | 7  | 3 | 8  | 63 | 74  | -11 |
|  | 7.   | Holmlia        | 22 | 18 | 5  | 7 | 6  | 49 | 57  | -8  |
|  | 8.   | Horten         | 18 | 18 | 5  | 3 | 10 | 67 | 87  | -20 |
|  | 9.   | Nordpolen      | 17 | 18 | 5  | 2 | 11 | 52 | 72  | -20 |
|  | 10.  | Lillehammer    | 3  | 18 | 1  | 0 | 17 | 54 | 110 | -56 |